# Kia Picanto TA
| Sonstige Messwerte                   |
| Sterne im Euro-NCAP-Crashtest (2011) |

Im Mai 2011 erschien in Europa die zweite Generation des Kia Picanto, auch Kia Morning (Hangeul: 기아 모닝), dem  viersitzigen (in der Importversion fünfsitzigen) Kleinstwagen mit Steilheck des südkoreanischen Autoherstellers KIA Motors.
Zunächst als Fünftürer, dem im Herbst der erstmals erhältliche Dreitürer folgte.
Produziert wird das Fahrzeug im südkoreanischen Seosan durch den Auftragsfertiger Donghee Auto. Als Marketingaufhänger wurde die Veröffentlichung der Fahrzeugdetails über die Seite www.picantoleaks.de vorgenommen. Die Seite lehnt sich stilistisch an die Enthüllungsplattform WikiLeaks an. Inhaltlich wird ironisch etwa die Herkunft der Farben (Vulkangestein des Eyjafjallajökull für die Farbe Volcano Black) „offengelegt“, im Tank befänden sich zudem CO2-absorbierende Nanoroboter.
Obwohl er keine Bestwerte erreicht, liegt der Normverbrauch von 4,4 l/100 km tatsächlich einen halben Liter unter dem Mittelwert vergleichbarer Motorisierungen in seit 2010 erschienenen Kleinstwagen. Ausgewiesen wird auch erstmals der verbrauchssteigernde Effekt größerer Räder. Die 15"-Alufelgen der Topausstattung verbrauchen demnach 0,2 Liter mehr als die 14- und 13-Zoll-Felgen. Grund sind die größeren rotierenden Massen (vgl. Ursache), die insbesondere bei Brems- und Beschleunigungsvorgängen zum Tragen kommen. So bewirke ein 10-Zoll-Reifen eine Halbierung des reifenbedingten Verbrauchs. Solche Größen erfordern jedoch ein angepasstes Fahrzeugdesign, denkbar etwa für kommende Elektrofahrzeuge.

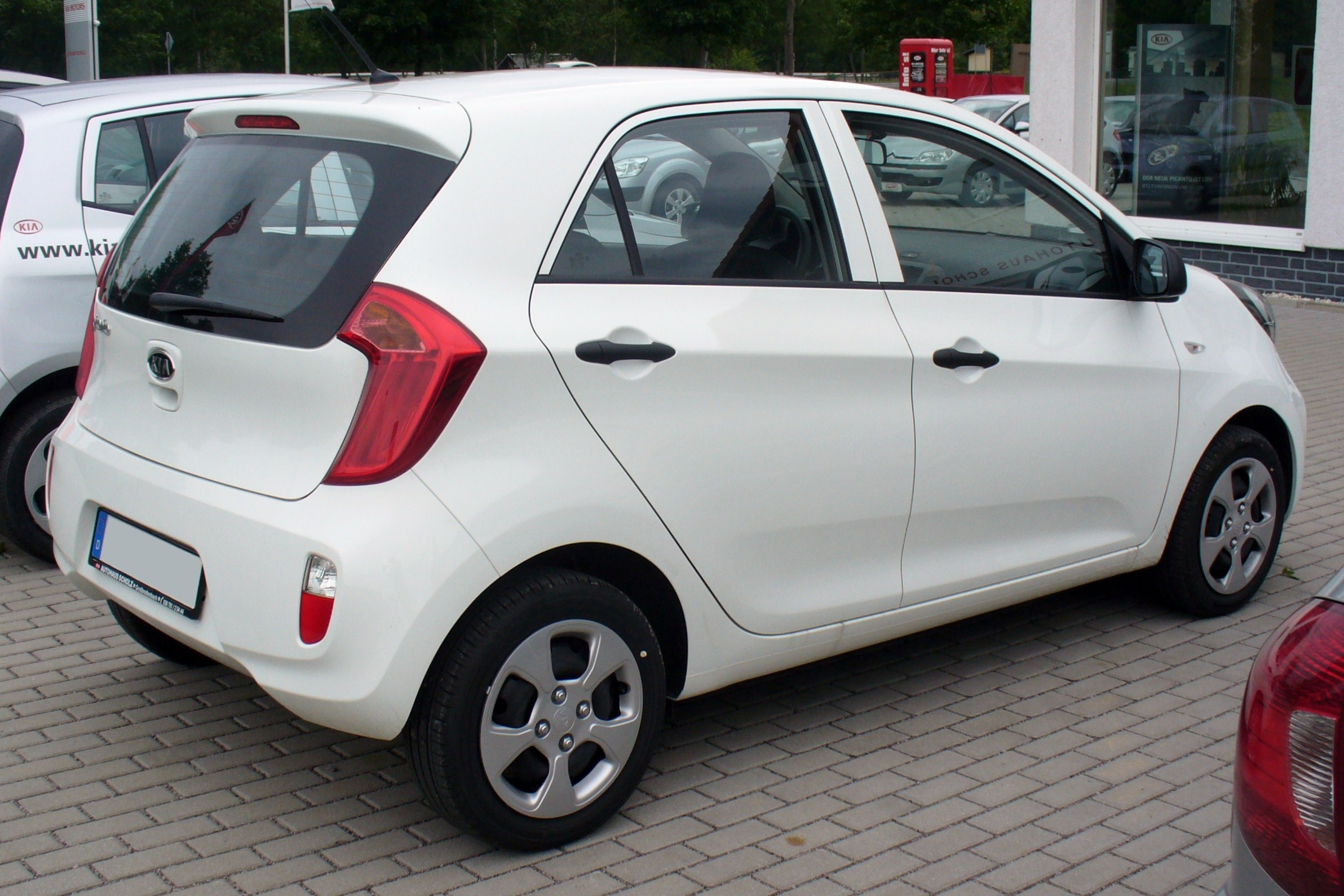
Heckansicht
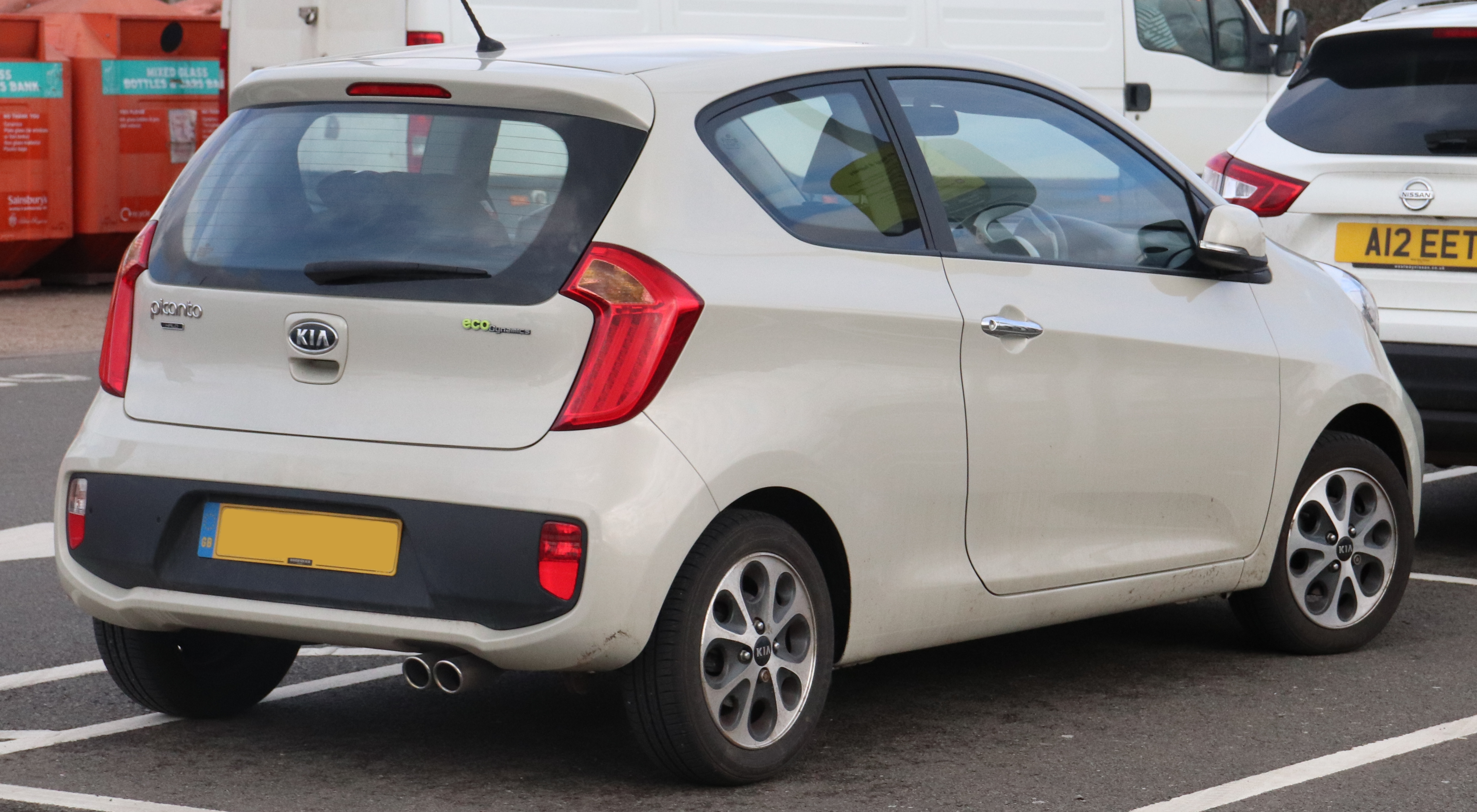
Heckansicht Dreitürer
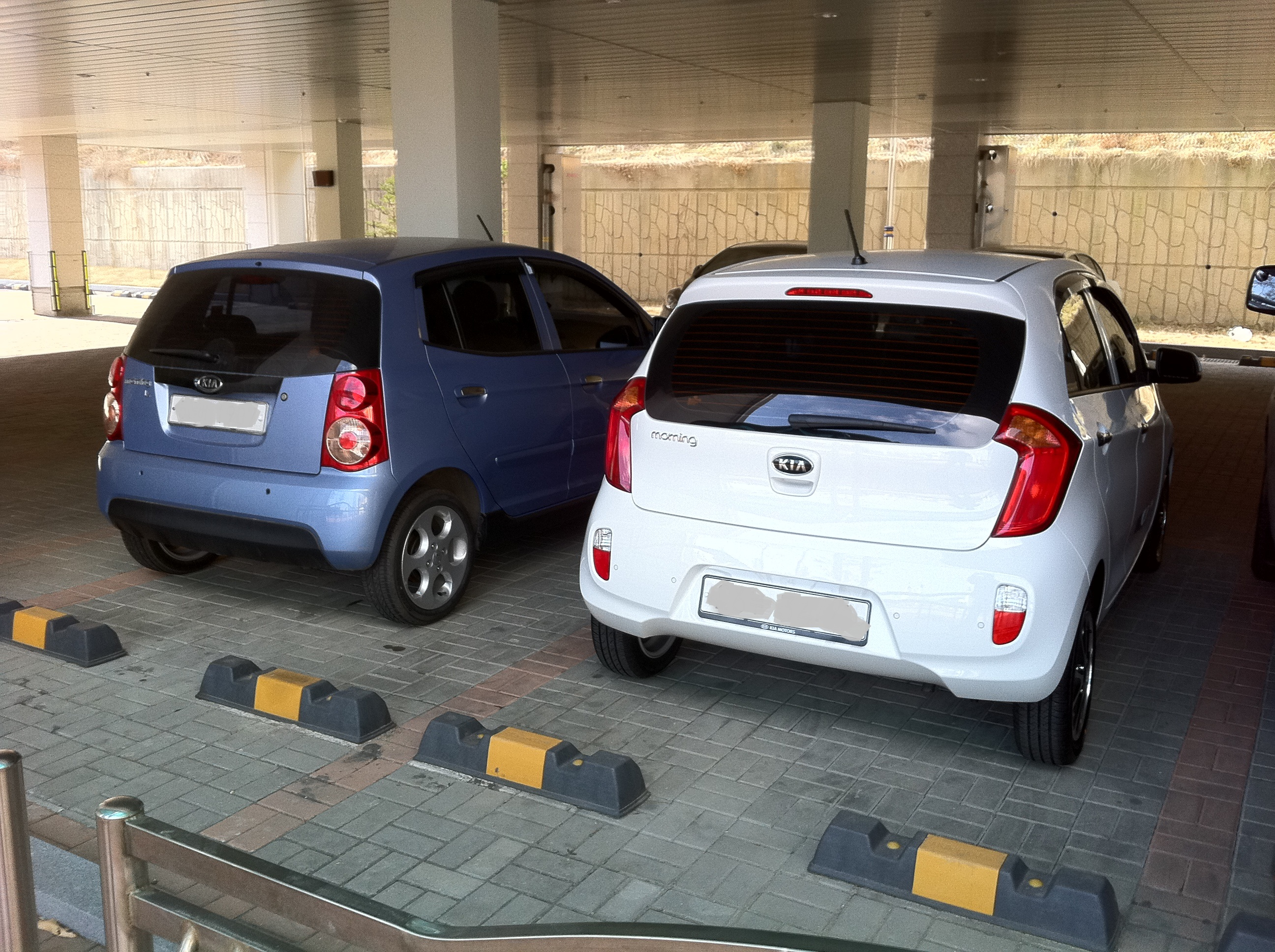
Heckansicht der ersten und zweiten Generation

## Fahrwerk
Das Fahrwerk wurde in Testberichten der ersten Generation als eine Stärke des Fahrzeugs bewertet, weshalb sein Konzept beibehalten wurde. Vorn soll nun ein höherer Nachlaufwinkel den Geradeauslauf stabilisieren, hinten wurden die Längslenkerbuchsen zum Zwecke größerer Stabilität vergrößert. Zur Verringerung der Untersteuerungsneigung ist die Hinterachse jetzt 60 Prozent straffer abgestimmt. Die Federn wurden rundum weicher und erlauben durch kürzere Federwegbegrenzer einen längeren Federweg, um dem großstädtischen Straßenzustand entgegenzukommen. Der Wendekreis ist mit 9,80 Meter nun 15 cm kleiner.

## Sicherheit
Der Hersteller bezeichnet die nicht mehr zeitgemäße Sicherheit der ersten Generation als einen derer Schwachpunkte. Ursache war der damalige Fokus auf eine kostensenkende Produktion. Die zweite Generation beinhaltet daher erstmals Vorhangairbags, sowie – nur in der europäischen Topausstattung – einen Fahrer-Knieairbag. Eine Premiere im Kleinstwagensegment, die dem weltweit ersten Knieairbag im Sportage von 1994 folgt. Allerdings folgten weder dessen Nachfolger, noch andere Modelle des Herstellers diesem Beispiel – bis zum Picanto. Dessen Fahrertür-Fensterheber und das optionale Glasdach erhielten nun einen Einklemmschutz. Bei Notbremsungen blinken die Bremsleuchten zudem dreimal. Alle Fahrzeuge mit ESP erhalten zudem auch hinten Scheibenbremsen. Das ESP ist allerdings erst ab der mittleren Ausstattung optional erhältlich. Zwei Monate nach der Vorstellung des Dreitürers wurde es zur Pflicht für Modellpremieren, ab November 2014 muss es jede Neuzulassung enthalten. Aktive Kopfstützen in den vorderen Sitzen sind erst in der Topausstattung enthalten.
Besonderen Aufwand bereitete den Entwicklern die Erfüllung des strengeren Fußgängerschutzes im EU-NCAP-Test seit 2010. Die geländewagenähnlich steile Front enthält daher ein versetztes Motorhaubenschloss und ist im Bereich vor der Frontscheibe deformierbar. Zusätzlich leitet der untere Querträger nun die Rotation des Fußgängers ein, um dessen Knie zu schützen. Die Karosserie wurde vollständig neu entwickelt.
Euro NCAP 
Erwachsene: 86 %
Der fünfte Stern fehlt dem Picanto aufgrund seiner Assistenzsysteme, während der Insassenschutz zwischen „gut“ und „akzeptabel“ changiert. Ausnahmen bilden der Heckaufprall und der Brustbereich im Pfahltest. Hier erreicht der Wagen „marginalen“ Schutz, die mittlere der fünf Wertungsstufen. Vom klassenbesten Schutz unterscheidet ihn der Heckaufprall; diesen absolviert das Plattform-Trio Seat Mii, Škoda Citigo und VW up! „gut“. Wie der Picanto enthielten die Testwagen keine aktiven Kopfstützen.
Der Frontaltest simuliert zwei 55 km/h schnelle, gleich schwere Fahrzeuge, die auf der Fahrerseite kollidieren. Dies deckt laut Euro NCAP die Hälfte realer Frontkollisionen ab. Das Gleichgewicht reduziert die Aussagekraft jedoch auf ein Segment. Für den wachsenden Anteil leichterer Wagen wären Tests mit schwereren Modellen interessant, ebenso die bislang außer Betracht gelassenen tragenden Karosserieteile. Diese sollten ein ankommendes Fahrzeug abstützen, seine Last auf der Fahrzeugfront verteilen, aber punktuelle Belastungen vermeiden. Solche wies ein vom ADAC exemplarisch getesteter SUV auf, seine in Fahrtrichtung angebrachten Stahlträger schoben sich unverformt in die entgegenkommende Knautschzone. Solche „inkompatiblen“ Strukturen sollen ab 2015 zur Abwertung führen, die derzeitigen Testverfahren bezeichnet das Euro NCAP als mangelhaft. Die anderen NCAP-Tests sind bereits über alle Gewichtsklassen vergleichbar.
So wird etwa seitlich immer eine kleinwagengleiche Barriere mit 50 km/h an die stützenden A- und B-Säulen des Fahrzeugs geschoben. Diese Best-Case-Situation wird bis 2015 ebenso an versicherungsstatistisch üblichere Konstellationen genähert.
Kinder: 83 %
Die Kindersicherheit wird im Zuge obiger Tests gemessen und erreicht beim Picanto weitgehend die beste Wertung. Ausnahme ist der „3-jährige“ Dummy, dessen Brustbereich mittlere Belastungen im Frontcrash erfährt (9,6 von 12 Punkten). Deutlich weniger Punkte erhielten Suzuki Alto und Fiat Panda, ausnahmslos guten Schutz leisten Nissan Micra und das Trio Mii, CitiGo und up! in den getesteten Situationen. Für Sitzanbringung und -hinweise erhält der Picanto die segmenthöchste Punktzahl und bietet so den punktbesten Kinderschutz aller Kleinstwagen.
Fußgänger: 47 %
Die Aufwendungen bei der Stoßfängergestaltung zeigten Wirkung, die ansteigende Motorhaube bietet jedoch kaum Schutz für Fußgänger. Der Nissan Micra bietet im Kopfbereich mehr, der Suzuki Alto dort und am Bein weniger Schutz. Ansonsten gleicht der Picanto punktgenau den anderen Kleinstwagen 2011. Geprüft wurden ein Erwachsenen- und ein Kinderdummy. Mit der ab 2012 strafferen Wertung werden 60 % in dieser Kategorie zur Voraussetzung für fünf Sterne.
Sicherheitsassistenten: 43 %
Punkte erhalten drei Sicherheits-Systeme, sofern sie mehrheitlich verbaut werden. Das ESP erscheint erst in höheren Picanto-Linien und entfällt damit ebenso wie der Geschwindigkeitsbegrenzer, der segmentweit nicht erhältlich ist. Mit diesem signalisiert ein Wagen akustisch eine fahrerdefinierte Höchstgeschwindigkeit oder verhindert aktiv deren Überschreiten. So bleiben nur die Gurtwarner als Punktquelle, sie enthält jeder Picanto rundum.
Weitere Assistenten, etwa zum Spurwechseln oder Abstandshalten werden nicht mit Punkten, sondern dem „Beyond NCAP Award“ gewürdigt. Als erster Kleinstwagen erhielt ihn der VW up! für seinen City-Notbremsassistenten. Unterhalb 30 km/h bremst er das Modell vor Hindernissen an, unterhalb 20 km/h kann dies Kollisionen vermeiden. Erhältlich ist er im „drive pack plus“ für 590 Euro. Dies vermutet das Euro NCAP in der produzierten Mehrzahl des Modells.

## Garantie
Wie alle europäischen KIA-Modelle seit 2010 erhält auch der Picanto eine siebenjährige Herstellergarantie, die auf nachfolgende Besitzer automatisch übertragen wird. Sie ist jedoch nach dem dritten Jahr auf 150.000 km begrenzt. Voraussetzung ist zudem eine pünktliche und lückenlose Wartung nach Herstellervorgaben (vgl. Details). Die Lackgarantie beträgt fünf, die gegen Durchrostung nun 12 Jahre. Letztere deckt jedoch wie bei allen Fahrzeugen nur sehr wenige Fälle von Rostbildung ab.

## Motoren
Es werden drei Motoren angeboten: zwei für Benzin und einer, der sowohl mit Benzin als auch mit Autogas (LPG) betrieben werden kann. Dieses Modell hat einen 27-Liter-Autogastank, der bei Normverbrauch für über 400 km Reichweite sorgt. Zusammen mit dem 35-Liter-Benzintank könne eine Reichweite von deutlich über 1.000 Kilometern erreicht werden. Die Autogasanlage ist kein Nachrüstsatz, sondern eine Ausstattung ab Werk. Ein Dieselmotor wird nicht mehr angeboten (vgl. Opel Agila).
| Modell         | Zylinder    | Hubraum     | Leistung                                                        | Max. Drehmoment                           | Höchstgeschwindigkeit | Beschleunigung, 0–100 km/h | CO2 1 2                       | Verbrauch 1 2                         | Getriebe                              | Bauzeit         |
| Ottomotoren    | Ottomotoren | Ottomotoren | Ottomotoren                                                     | Ottomotoren                               | Ottomotoren           | Ottomotoren                | Ottomotoren                   | Ottomotoren                           | Ottomotoren                           | Ottomotoren     |
| -------------- | ----------- | ----------- | --------------------------------------------------------------- | ----------------------------------------- | --------------------- | -------------------------- | ----------------------------- | ------------------------------------- | ------------------------------------- | --------------- |
| 1.0 CVVT       | 3           | 998 cm³     | 49 kW (67 PS) bei 6200 min−1                                    | 95 Nm bei 3500 min−1                      | 158 km/h              | 14,6 s                     | 105 g/km                      | 4,5 l/100 km                          | 5-Gang-Schaltung                      | 05/2011–03/2017 |
| 1.2 CVVT       | 4           | 1248 cm³    | 63 kW (85 PS) bei 6000 min−1                                    | 120 Nm bei 4000 min−1                     | 175 km/h 163 km/h     | 11,9 s 13,7 s              | 105 / 109 g/km 125 / 130 g/km | 4,5 / 4,7 l/100 km 5,3 / 5,6 l/100 km | 5-Gang-Schaltung / 4-Stufen-Automatik | 05/2011–03/2017 |
| Autogasmotoren |             |             |                                                                 |                                           |                       |                            |                               |                                       |                                       |                 |
| 1.0 LPG        | 3           | 998 cm³     | 60 kW (82 PS) bei 6400 min−1                                    | 94 Nm bei 3400 min−1                      | 156 km/h              | 14,3 s                     | 95 / 99 g/km                  | 5,9 / 6,1 l/100 km                    | 5-Gang-Schaltung                      | 06/2011–12/2011 |
| 1.0 LPG        | 3           | 998 cm³     | 51 kW (69 PS) bei 6200 min−1 (Gas) 49 kW (67 PS) bei 6200 min−1 | 95 Nm bei 3500 min−1 92 Nm bei 3500 min−1 | 155 km/h              | 13,9 s                     | 110 / 100 g/km                | 4,7 (6,2) l/100 km                    | 5-Gang-Schaltung                      | 10/2013–03/2017 |

CVVT = (Continuously Variable Valve Timing) Variable Ventilsteuerung

## Design und Ausstattung
Die Ausstattung wurde vom Hersteller neben der Sicherheit als ein Schwachpunkt der ersten Generation benannt. Die zweite Ausgabe soll nun jedoch sogar Käufer größerer Fahrzeugsegmente erreichen, in dem sie deren Ausstattungsmerkmale bietet. Der Exterieurdesigner Kee Hong Park setzte hierzu die Entwürfe des KIA-Chefdesigners Peter Schreyer um. Während die LED-Blinker in den Seitenspiegeln und die etwa in Deutschland nicht erhältlichen LED-Tagfahr- und -Rückleuchten dem Vermitteln von Hochwertigkeit dienen, soll der Wechsel von Klapp- zu Chrom-Bügeltürgriffen auch die Fingernägel mancher Kundinnen schützen. Durch sein Design soll jedoch insbesondere der Dreitürer auch verstärkt männliche Kunden finden.
Um die Geräuschentwicklung dem Entwicklungsziel anzupassen, wurden die Lager der Motor- und Getriebeaufhängung vergrößert, die Türdichtungen zweilagig und die Motordämmung dreilagig ausgeführt. Außen erzeugen die Spiegel nun weniger Turbulenzen, ebenso die deshalb nach hinten versetzte Antenne.
Die Rückbank ist in zwei Teilen (einer 40, der andere 60 % breit) umklappbar und wie im Vorgänger nicht nach vorn zur Stauraumvergrößerung verschiebbar. Dies bieten nur wenige Fahrzeuge dieser Größe, darunter Daihatsu Cuore und Fiat Panda. Der Kofferraum wuchs auf 53 cm Tiefe und 1 Meter Breite, die abnehmbare Kofferraumabdeckung liegt auf 56 cm Höhe. Darunter befinden sich nun 200 Liter Stauraum.
Fahrerunterstützend sind eine Berganfahrhilfe, elektrisch anklappende Außenspiegel und eine Lichtautomatik verfügbar, Parksensoren werden in der deutschen Ausstattung bislang nicht erwähnt, sind in anderen Ländern aber verfügbar. In das Lenkrad sind gegen Aufpreis Bedienelemente für das Radio und eine Bluetooth-Freisprecheinrichtung zur Anrufannahme und -ablehnung integriert. Eine Sprachsteuerung ist nicht enthalten.
Ein SmartKey öffnet gegen Aufpreis die Türen bei Annäherung an das Fahrzeug, das in diesen Ausstattungen über einen Start-Knopf angelassen wird.
Innen sind neben optionaler Sitz- und Lenkradheizung eine ausstattungsabhängige Zahl von Ablagen und ein serienmäßiger Make-up-Spiegel enthalten, der beidseitig von LEDs flankiert wird, die im Stile einer Flughafen-Rollbahn nacheinander angehen.
Gekühlt wird der Innenraum in den europäischen Basisausstattungen nur mit Außenluft, darüber ist eine Klimaanlage entweder serienmäßig (etwa in Österreich) oder mit einem Zusatzpaket zur mittleren Ausstattung bestellbar (Bsp.: Deutschland). Eine automatische Klimatisierung ist nur in den Topausstattungen möglich, und teilweise auch dort an ein Zusatzpaket gebunden (Deutschland).
Farblich wird neben einem schwarzen und schwarz-dunkelgrauen auch ein hell-grauer Innenraum angeboten, dessen Sitze optional mit rotem, hellgrauen oder schwarzem Kunstleder ausgestattet werden, das ebensolchen Stoff an Lehne und Sitzfläche umrandet – bei den zwei letztgenannten Farben mit einem Kontraststreifen dazwischen.